# Naar Loven fejler
Naar Loven fejler (originaltitel Idle Tongues) er en amerikansk stum dramafilm fra 1924 instrueret af Lambert Hillyer. Filmen er produceret af Thomas H. Ince som en af hans sidste film inden han døde senere på året. Filmen havde Percy Marmont og Doris Kenyon i hovedrollerne og blev distribueret af First National Pictures.
Filmen er baseret på Joseph C. Lincolns bestseller-roman Doctor Nye of North Ostable. og anses for værende tabt.
Filmen havde dansk premiere den 3. august 1925 i Metropol.

## Medvirkende
- Percy Marmont som Dr. Ephraim Nye
- Doris Kenyon som Katherine Minot
- Claude Gillingwater som Daniel Webster Copeland
- Lucille Ricksen som Faith Copeland
- David Torrence som Cyrenus Stone
- Malcolm McGregor som Tom Stone
- Vivia Ogden som Althea Bemis
- Marguerite Clayton som Fanny Copeland